# Wereldbeker schaatsen 2010/2011 - Wereldbeker 3
De Wereldbeker schaatsen 2010/11 Wereldbeker 3  was de derde race van het Wereldbekerseizoen die op 27 en 28 november 2010 plaatsvond in het Vikingskipet in Hamar, Noorwegen.

## Tijdschema
| Datum       | Tijd      | Onderdeel                                                   |
| ----------- | --------- | ----------------------------------------------------------- |
| 27 november | 14:00 MET | 1500 m mannen 5000 m vrouwen ploegenachtervolging mannen    |
| 28 november | 13:30 MET | 1500 m vrouwen 10.000 m mannen ploegenachtervolging vrouwen |

## Nederlandse deelnemers
| Afstand              | Geslacht | Deelnemers, A- of B-groep                       | Deelnemers, A- of B-groep                       | Deelnemers, A- of B-groep                       | Deelnemers, A- of B-groep                       | Deelnemers, A- of B-groep                       | Deelnemers, A- of B-groep                       | Deelnemers, A- of B-groep                       | Deelnemers, A- of B-groep                       | Deelnemers, A- of B-groep                       | Deelnemers, A- of B-groep                       |
| -------------------- | -------- | ----------------------------------------------- | ----------------------------------------------- | ----------------------------------------------- | ----------------------------------------------- | ----------------------------------------------- | ----------------------------------------------- | ----------------------------------------------- | ----------------------------------------------- | ----------------------------------------------- | ----------------------------------------------- |
| 1500m                | Mannen   | Simon Kuipers                                   | A                                               | Stefan Groothuis                                | A                                               | Mark Tuitert                                    | A                                               | Rhian Ket                                       | A                                               | Koen Verweij                                    | B                                               |
| 1500m                | Vrouwen  | Marrit Leenstra                                 | A                                               | Margot Boer                                     | A                                               | Laurine van Riessen                             | A                                               | Ingeborg Kroon                                  | A                                               | Jorien Voorhuis                                 | B                                               |
|                      |          |                                                 |                                                 |                                                 |                                                 |                                                 |                                                 |                                                 |                                                 |                                                 |                                                 |
| 10.000m              | Mannen   | Bob de Jong                                     | A                                               | Bob de Vries                                    | A                                               | Jorrit Bergsma                                  | A                                               | Arjen van der Kieft                             | A                                               | Ted-Jan Bloemen                                 | B                                               |
| 5000m                | Vrouwen  | Marije Joling                                   | A                                               | Moniek Kleinsman                                | B                                               | Jorien Voorhuis                                 | B                                               | Annouk van der Weijden                          | B                                               | Carlijn Achtereekte                             | B                                               |
|                      |          |                                                 |                                                 |                                                 |                                                 |                                                 |                                                 |                                                 |                                                 |                                                 |                                                 |
| Ploegenachtervolging | Mannen   | Remco Olde Heuvel, Koen Verweij, Bob de Vries   | Remco Olde Heuvel, Koen Verweij, Bob de Vries   | Remco Olde Heuvel, Koen Verweij, Bob de Vries   | Remco Olde Heuvel, Koen Verweij, Bob de Vries   | Remco Olde Heuvel, Koen Verweij, Bob de Vries   | Remco Olde Heuvel, Koen Verweij, Bob de Vries   | Remco Olde Heuvel, Koen Verweij, Bob de Vries   | Remco Olde Heuvel, Koen Verweij, Bob de Vries   | Remco Olde Heuvel, Koen Verweij, Bob de Vries   | Remco Olde Heuvel, Koen Verweij, Bob de Vries   |
| Ploegenachtervolging | Vrouwen  | Marije Joling, Marrit Leenstra, Jorien Voorhuis | Marije Joling, Marrit Leenstra, Jorien Voorhuis | Marije Joling, Marrit Leenstra, Jorien Voorhuis | Marije Joling, Marrit Leenstra, Jorien Voorhuis | Marije Joling, Marrit Leenstra, Jorien Voorhuis | Marije Joling, Marrit Leenstra, Jorien Voorhuis | Marije Joling, Marrit Leenstra, Jorien Voorhuis | Marije Joling, Marrit Leenstra, Jorien Voorhuis | Marije Joling, Marrit Leenstra, Jorien Voorhuis | Marije Joling, Marrit Leenstra, Jorien Voorhuis |

De beste Nederlander per afstand is vet gezet

## Podia

### Mannen
| Afstand:             | Goud:                                                       | Tijd       | Zilver:                                                 | Tijd     | Brons:                                                           | Tijd     |
| 1500 m               | Trevor Marsicano Verenigde Staten                           | 1.45,54    | Simon Kuipers Nederland                                 | 1.45,97  | Shani Davis Verenigde Staten                                     | 1.45,98  |
| 10.000 m             | Bob de Jong Nederland                                       | 13.05,83   | Ivan Skobrev Rusland                                    | 13.11,26 | Jorrit Bergsma Nederland                                         | 13.13,98 |
| Ploegenachtervolging | Verenigde Staten Shani Davis Jonathan Kuck Trevor Marsicano | 3.43,58 BR | Canada Lucas Makowsky Denny Morrison Justin Warsylewicz | 3.44,61  | Noorwegen Håvard Bøkko Henrik Christiansen Fredrik van der Horst | 3.47,01  |

### Vrouwen
| Afstand:             | Goud:                                                     | Tijd       | Zilver:                                                         | Tijd    | Brons:                                                  | Tijd    |
| 1500 m               | Christine Nesbitt Canada                                  | 1.58,00    | Marrit Leenstra Nederland                                       | 1.58,03 | Brittany Schussler Canada                               | 1.58,96 |
| 5000 m               | Stephanie Beckert Duitsland                               | 6.59,18    | Martina Sáblíková Tsjechië                                      | 7.03,95 | Eriko Ishino Japan                                      | 7.06,70 |
| Ploegenachtervolging | Canada Cindy Klassen Christine Nesbitt Brittany Schussler | 3.00,90 BR | Rusland Yekaterina Lobysheva Yekaterina Shikhova Yuliya Skokova | 3.03,90 | Nederland Marije Joling Marrit Leenstra Jorien Voorhuis | 3.04,62 |